# Michaił Baramija
Michaił Iwanowicz Baramija (ros. Михаил Иванович Барамия, ur. 1905 we wsi Lesiczine w Gruzji, zm. 1959) – radziecki działacz partyjny i państwowy.

## Życiorys
W latach 1924–1927 był funkcjonariuszem Komsomołu, od 1928 należał do WKP(b), był funkcjonariuszem partyjnym, a od 1933 kierownikiem sektora KC Komunistycznej Partii (bolszewików) Gruzji i następnie do 1937 sekretarzem rejonowego komitetu KP(b)G. W latach 1937–1938 był sekretarzem Ordżonikidzewskiego Komitetu Rejonowego KP(b)G w Tbilisi, 1928-1940 I sekretarzem Adżarskiego Komitetu Obwodowego KP(b)G, od 1940 do 20 lutego 1943 I sekretarzem Abchaskiego Komitetu Obwodowego KP(b)G, a od 10 lutego 1943 do 9 lipca 1947 II sekretarzem KC KP(b)G. Od 1943 do listopada 1951 był członkiem Biura KC KP(b)G, od 9 lipca 1947 do 17 kwietnia 1948 sekretarzem KC KP(b)G ds. gospodarki rolnej i zaopatrzenia, a od 17 kwietnia 1948 do 11 listopada 1951 ponownie II sekretarzem KC KP(b)G. W listopadzie 1951 został aresztowany w związku ze "sprawą megrelską", 8 kwietnia 1953 zwolniony, od 14 kwietnia do 20 września 1953 był członkiem Biura KC Komunistycznej Partii Gruzji.

## Odznaczenia
- Order Lenina (dwukrotnie)
- Order Czerwonego Sztandaru Pracy
- Order Wojny Ojczyźnianej I klasy